# كورت كنودسن
كورت كنودسن (بالإنجليزية: Kurt Knudsen)‏ هو لاعب كرة قاعدة أمريكي، ولد في 20 فبراير 1967 في أرلينغتون هايتس في الولايات المتحدة.